# Classe Clemenceau
Le portaerei della classe Clemenceau sono state le prime unità di questo tipo ad essere state costruite dai francesi dopo la seconda guerra mondiale.

## Storia
La classe era composta da due unità, Clemenceau (R 98) e Foch (R 99), che sono state, a partire dagli anni sessanta, le principali forze della marina francese, con il loro dislocamento di circa 33.000 tonnellate a pieno carico e la capacità di far operare aerei convenzionali ed elicotteri.
La Clemenceau e la Foch avrebbero dovuto essere i primi due esemplari di una classe di sei portaerei, ma alla fine se ne riuscirono a costruire solo due. Il progetto elaborato dallo stato maggiore generale navale nel 1949 prevedeva 4 portaerei da 20.000 tonnellate con l'idea di averne almeno due sempre operative. Nella riunione del 22 agosto 1949, il Consiglio supremo della Marina fu ancora più ambizioso: il progetto di squadra navale prevedeva sei portaerei di squadra. Il 15 luglio 1952, il programma prevedeva ancora 5 portaerei di cui 2 per l'Unione francese (non disponibili per la NATO). Secondo la RCM 12, il documento finale della Conferenza di Lisbona del 1952, la Francia doveva mettere a disposizione della NATO in caso di guerra una portaerei il giorno J (giorno di inizio delle ostilità), due il giorno J+30, tre il giorno J+180. Ma dal 1953, la Marina dovette ammettere che avrebbe potuto ordinare solo tre portaerei. La PA 54 Clemenceau, iscritta al bilancio del 1953, venne varata nel novembre 1955, mentre la PA 55 Foch venne iscritta nel bilancio del 1955. La terza della serie, la PA 58 Verdun doveva essere iscritta nel bilancio nel 1958, ma il progetto fu cancellato.
La Clemenceau fu ordinata ai cantieri navali di Brest nel maggio del 1954, mentre la Foch iniziò ad essere costruita a Saint-Nazaire (Chantiers de l'Atlantique), ma fu poi completata a Brest. Hanno subito varie modifiche nel corso della loro carriera.
La Clemenceau (R 98) ha servito nell'Oceano Pacifico, al largo delle coste del Libano e ha preso parte alla prima Guerra del Golfo nel 1991. Negli ultimi anni della sua carriera è stata utilizzata più che altro come portaelicotteri. È stata disarmata nel 1997 e sostituita dalla portaerei Charles de Gaulle (R 91) a propulsione nucleare, ma la sua demolizione, ritardata per molti anni, è iniziata solo nel 2009 e si rivela un compito difficile in quanto è stata costruita con materiali tossici come l'amianto. La sorella Foch (R 99) è stata invece venduta al Brasile (è diventata São Paulo (A-12)) e dovrebbe essere sostituita dalla PA 2 per permettere alla Marine nationale di disporre di una seconda portaerei.
Portano i nomi rispettivamente di Georges Clemenceau (giornalista e 2 volte presidente del Consiglio) e di Ferdinand Foch (generale francese, Maresciallo di Francia e accademico di Francia).

## Missioni
| Missione          | Date e durata                                                                                            | Contenuto della missione |
| ----------------- | --- | --- |
| ALFA              | 1966-1968 (Clemenceau 9 mesi - Foch 9 mesi)                                                              | Garantire la sicurezza e condurre dei test nucleari nel Pacifico (force de frappe) |
| SAPHIR ISAPHIR II | Ottobre 1974 - Marzo 1975 (Clemenceau 6 mesi)Da giugno a dicembre 1977-1978 (Clemenceau poi Foch 8 mesi) | Impegno e protezione dell'indipendenza di Gibuti |
| OLIFANT           | 1982-1984 (Foch poi Clemenceau)                                                                          | Sostegno al contingente francese dispiegato in Libano |
| MIRMILLON         | Da settembre a novembre 1984 (Foch)                                                                      | Dissuasione della Libia dall'attaccare durante lo smantellamento dell'Operazione Manta (in Ciad)                                                                                            |
| PROMETHEE         | Luglio 1987 - settembre 1988 (Clemenceau 13 mesi)                                                        | Proteggere il traffico marittimo mercantile nell'Oceano Indiano e nello Stretto di Hormuz durante la guerra Iran-Iraq                                                                       |
| CAPSELLE          | Agosto-settembre 1989                                                                                    | Proteggere una possibile evacuazione della costa del Libano |
| SALAMANDRE        | Da agosto a ottobre 1990 (Clemenceau in versione portaelicotteri)                                        | Protezione dei paesi del Golfo dopo l'invasione del Kuwait e la partecipazione alla liberazione del paese                                                                                   |
| BALBUZARD         | Da febbraio 1993 (Clemenceau e Foch)Da febbraio 1994                                                     | Garantire la sicurezza di elementi francesi di UNPROFOR e facilitare l'eventuale ritiro delle forze di terraEssere in grado di eseguire il bombardamenti aerei ordinati dalle Nazioni Unite |
| SALAMANDRE        | Clemenceau e Foch nel 1996 Tutt'oggi in attuazione (al maggio 2000)                                      | Ha preso il posto di "Balbuzard" a seguito della creazione della SFOR (accordi di Dayton)                                                                                                   |
| TRIDENT           | Foch in ottobre e novembre 1998 poi da gennaio a maggio 1999Tutt'oggi in attuazione (al maggio 2000)     | Garantire la sicurezza di elementi francesi di KFOR.Essere in grado di eseguire il bombardamenti aerei ordinati dalla NATO                                                                  |
| MYRRHE            | Dispiegamento nel Mediterraneo, Oceano indiano, Oceano atlantico Foch da gennaio a aprile 2000           | Presenza, cooperazione, sostegno dell'azione commerciale |